# Adrian Bowyer

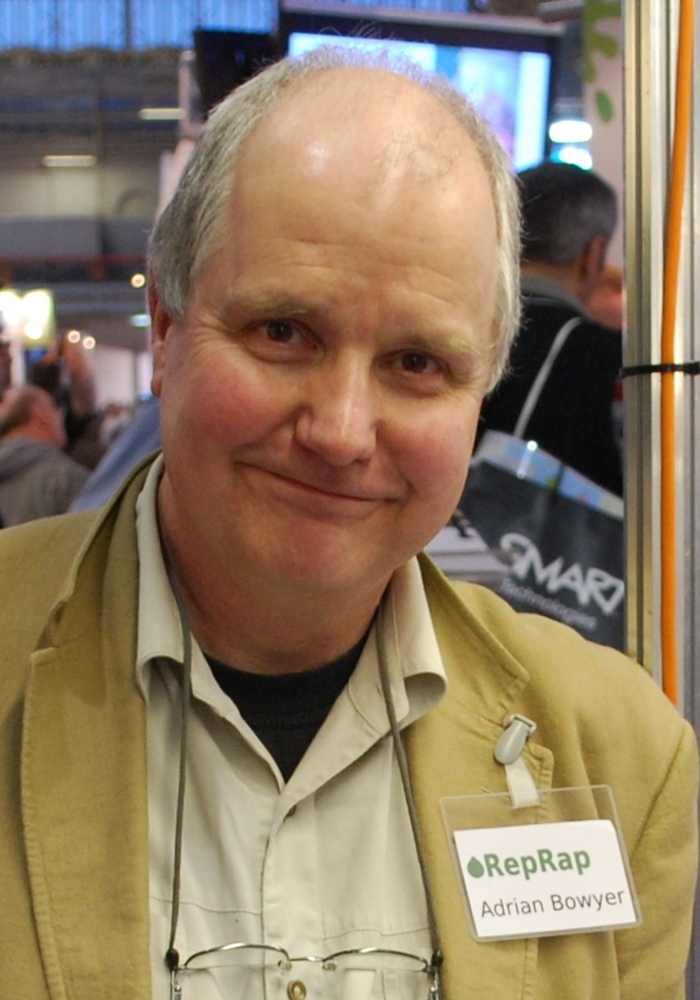
Adrian Bowyer (2009)

Adrian Bowyer, MBE (* 1952 in London) ist ein britischer Ingenieur und Mathematiker. Er war Hochschullehrer an der University of Bath.

## Leben
Bowyer wurde 1952 in London als ältestes von drei Kindern geboren. Er besuchte die Woodroffe School in Lyme Regis und das Imperial College London.
1977 trat er dem Mathematics Department at the University of Bath bei. Kurz danach erhielt er den Doktorgrad vom Imperial College London für seine Arbeit über die spannungsinduzierte Vibration. Während er im Mathematics Department arbeitete, erfand er zusammen mit David Watson den nach ihnen benannten Bowyer-Watson-Algorithmus.
Dann verbrachte er 20 Jahre als Lehrbeauftragter, später als Hochschuldozent im Mechanical Engineering Department an der University of Bath. 2012 verabschiedete er sich von seinem akademischen Leben, arbeitete aber weiterhin als Betriebsleiter der RepRap Professional Ltd. Er erfand außerdem das RepRap-Projekt – einen sich selbst replizierenden quelloffenen FDM 3D-Drucker. The Guardian schrieb dazu, „RepRap has been called the invention that will bring down global capitalism, start a second industrial revolution and save the environment…“.
Im Januar 2016 gab das Unternehmen RepRapPro Ltd., bei dem Adrian Bowyer Geschäftsführer ist, auf seiner Website bekannt, dass die Produktion und der Verkauf von 3D-Druckern eingestellt wird. Als Gründe nannte Bowyer die wachsende Konkurrenz an Herstellern für 3D-Drucker im Niedrigpreissegment. 
Er ist verheiratet und hat eine volljährige Tochter.